# Elephant and Castle

Elephant Square

Elephant and Castle è un nodo stradale importante nel sud di Londra che ha dato il nome al quartiere che lo circonda. 
Il nome deriva da una stazione di posta che, nel XVII secolo, si trovava dove oggi esiste la rotatoria omonima, poi occupata da una fabbrica di coltelli il cui marchio era un elefante che sosteneva un castello.